# 范巽綠
范巽綠（1952年10月3日—），筆名史非非，中華民國政治人物，民主進步黨籍，現任第6屆監察委員，曾任黨外編輯作家聯誼會總幹事、教育部政務次長、立法委員、高雄市政府教育局局長、高雄市政府顧問。

## 生平
范巽綠是外省人第二代，籍貫浙江吳興，生於臺灣臺北市，認為自己是「臺灣人第一代」，北一女畢業、東海大學政治系、淡江大學美國研究所碩士。是百萬人民倒扁運動副總指揮張富忠之妻。
范是民主進步黨外省籍創黨元老，曾任黨外編輯作家聯誼會總幹事，也曾代表該黨當選第3、4屆不分區立委；2000年至2006年就任教育部政務次長。
1984年，參與《優生保健法》立法，及雛妓救援運動。
1987年，與中華民國國軍外省老兵何文德等人發起外省人返鄉探親運動。
2006年，協助陳菊競選高雄市長成功。2007年，爭取民進黨第7屆不分區立委提名。
2014年12月至2018年9月，范擔任高雄市政府教育局局長。
2018年9月范再任教育部政務次長，2020年5月卸任。

## 爭議
2016年9月27日，梅姬颱風過境期間，當天上午高雄市左營區舊城國民小學一名戴姓女教師因左手手指指甲不慎遭門夾傷，送國軍高雄總醫院左營分院治療。由於戴姓女教師僅指甲破裂，急診檢傷分級不屬於需緊急開刀的病患，故安排至9月29日手術。因戴女為資深媒體人丁雯靜之友人，而范巽綠過去為丁雯靜的上司，丁雯靜當天下午4點45分先在其臉書發文批評國軍高雄總醫院左營分院「沒醫德」、並要求將該院決策人員「揪出來」，後因遭到網友批評而自行刪除文章。稍後，丁雯靜又在當天下午6點左右再度發文自清，並提及高雄市政府教育局局長范巽綠曾介入關心並協調戴女轉至高雄長庚醫院治療。惟批評聲浪仍未停歇，丁雯靜於晚間關閉個人臉書並不再回應外界疑問。
2018年6月25日，范巽綠遭高雄市教育產業工會重批，上任高雄市政府教育局局長3年半，共出國17次、103天，足跡遍布8國。適時國中教育會考高雄考區本月20日才發現排序錯誤的重大疏失，范巽綠被質疑對局務心不在焉，才出包搞出大烏龍。高雄市政府教育局主任秘書游淑惠表示，推動國際教育交流是教育局重要政策，局長出國考察行程皆為公務需要。